# Штястны, Богуслав
Богуслав Штястны (чеш. Bohuslav Šťastný, 23 апреля 1949, Хотеборж, Чехословакия) — чехословацкий хоккеист, нападающий. Чемпион мира 1972 и 1976 годов, серебряный призёр зимних Олимпийских игр в Инсбруке 1976 года и бронзовый призёр зимних Олимпийских игр в Саппоро 1972 года.

## Карьера
Богуслав Штястны начал свою карьеру в 1967 году, в клубе чехословацкой лиги «Тесла Пардубице». Выступал за «Теслу» на протяжении 14 сезонов, в 1973 году стал чемпионом Чехословакии. В 1981 году перешёл в немецкий «Кауфбойрен», где отыграл до 1985 года.
С 1969 по 1977 год играл за сборную Чехословакии. Участник ЧМЕ 1971-1976 (60 матчей, 31 гол), ЗОИ 1972 И 1976 (11 матчей, 2 гола), розыгрыша Кубка Канады (7 матчей, 1 гол). В её составе стал двукратным чемпионом мира, серебряным и бронзовым призёром Олимпийских игр. Помимо этого завоевал 3 серебряные и 1 бронзовую медаль на чемпионатах мира.
В клубе и в сборной его партнёрами по тройке нападения были Владимир Мартинец и Иржи Новак.
После окончания был ассистентом тренера в «Пардубице» (до 1990 года), затем 3 года тренировал молодёжную команду немецкого «Ландсберга». Был менеджером клуба «Пардубице» (в 1996-98 годах, а также с 2001 по 2015 год).
6 мая 2010 года был принят в Зал славы чешского хоккея.

## Достижения
- Чемпион мира и Европы 1972 и 1976
- Серебряный призёр Олимпийских игр 1976
- Серебряный призёр чемпионата мира 1971.
- Серебряный призер чемпионата мира и Европы 1974 и 1975
- Бронзовый призёр Олимпийских игр 1972
- Бронзовый призёр чемпионата мира и Европы 1973
- Чемпион Европы 1971
- Чемпион Чехословакии 1973
- Серебряный призёр чемпионата Чехословакии 1975 и 1976
- Бронзовый призёр чемпионата Чехословакии 1974
- Финалист Кубка Канады 1976

## Статистика
- Чемпионат Чехословакии — 545 игр, 255 шайб
- Сборная Чехословакии — 188 игр, 73 шайбы
- Чемпионат Германии — 149 игр, 78 шайб, 90 передач
- Всего за карьеру — 882 игры, 406 шайб